# سومبو كالامبي
سومبو كالامبي (بالإيطالية: Sumbu Kalambay)‏ مواليد 10 أبريل 1956 في لوبومباشي، الكونغو البلجيكية، هو ملاكم إيطالي محترف سابق. فاز ببطولة رابطة الملاكمة العالمية للوزن المتوسط.

## إحصائيات
خاض خلال مسيرته 64 نزالا، فاز في 57 وتعادل في 1 وخسر في 6. فاز بالضربة القاضية في 33 نزالا.

## روابط خارجية
- سومبو كالامبي على موقع بوكس ريك (الإنجليزية) (registration required)